# Boipeva
Xenodon merremii é o nome científico de uma serpente da família Dipsadidae. É um animal não peçonhento, chega a atingir cerca de dois metros e ovíparo. O seu revestimento é composto por escamas escuras cinzentas ou avermelhadas, com desenhos amarelados ou brancos e sua dentição é do tipo áglifa.

## Outros nomes e etimologia
É também conhecida pelos nomes de achatadeira, cobra-chata, boipeva (que significa "cobra achatada", em língua tupi, através da junção dos termos mboîa ("cobra") e peb ("achatado"), boipeba, cabeça-chata, capitão-do-campo, capitão-do-mato, chata, goipeba, jaracambeva, jararacambeva, jararacuçu-tipiti, pepéua.[carece de fontes?]

## Distribuição
Distribui-se por grande parte a América do Sul, ocorrendo em Guiana, Suriname, Guiana Francesa, Brasil (Rio Grande do Sul, Rondônia , Pará, Goiás, Bahia, Mato Grosso, Ceará, Rio de Janeiro, Espírito Santo, Piauí, Paraíba, Pernambuco), Venezuela, Paraguai, Argentina, Bolívia e Uruguai.